# 4/4 alt det hun gør
4/4 alt det hun gør er en film instrueret af Torben Simonsen.